# 知床賞
知床賞（しれとこしょう）は、岩手県競馬組合が施行する地方競馬の重賞競走（M3）である。正式名称は「日高軽種馬農業協同組合協賛 知床賞」。

## 概要
2008年に2歳限定、ホッカイドウ・岩手地区交流の特別競走としてホッカイドウ開催時は岩手山特別、岩手開催時は知床賞として行われる1年ごとの持ち回り開催のレースとして創設される。
知床賞としての施行は2009年に第1回が行われ水沢ダート1600mで施行された。第2回の2011年は盛岡ダート1400mで施行された。
2012年に重賞昇格。2013年以後はホッカイドウ競馬での岩手山特別が行われなくなり、岩手での知床賞の連年開催となっている。
重賞昇格後は、2019年まで8年連続ホッカイドウ所属馬が優勝していたが、2020年に岩手所属馬のゴールデンヒーラーが優勝しホッカイドウ所属馬の連覇が止まった。
2023年2月14日に発表された同年の岩手競馬の開催日程において本競走は休止されることになった。

### 条件・賞金等（2022年）
条件
サラブレッド系2歳、ホッカイドウ（JRA認定重賞競走及び上級認定競走勝ちのあるホッカイドウ所属馬は出走不可）、岩手所属。
負担重量
定量、55kg（牝馬1kg減）。
賞金等
賞金額は1着250万円、2着87万5000円、3着50万円、4着25万円、5着12万5000円、着外手当は1万2500円。
副賞
日高軽種馬農業協同組合組合長賞、岩手県馬主会会長賞、開催執務委員長賞
優先出走権付与
優勝馬に南部駒賞の優先出走権が付与される。

## 歴代優勝馬
重賞に昇格した2012年以降について記載。
| 回数   | 施行日         | 優勝馬             | 性齢 | 所属   | タイム | 優勝騎手 | 管理調教師 | 馬主                     |
| ------ | -------------- | ------------------ | ---- | ------ | ------ | -------- | ---------- | ------------------------ |
| 第3回  | 2012年11月3日  | ミネサランサジャ   | 牝2  | 北海道 | 1:26:6 | 阿部英俊 | 林和弘     | （有）吉田牧場           |
| 第4回  | 2013年11月2日  | ゴオリイ           | 牡2  | 北海道 | 1:26:9 | 村上忍   | 林和弘     | （株）BETTERL            |
| 第5回  | 2014年10月5日  | ミラクルフラワー   | 牝2  | 北海道 | 1:26:6 | 村上忍   | 齊藤正弘   | 簗詰幸子                 |
| 第6回  | 2015年11月1日  | リックカグラ       | 牡2  | 北海道 | 1:27.6 | 井上俊彦 | 林和弘     | 山辺浩                   |
| 第7回  | 2016年10月30日 | ダンストンレガーメ | 牝2  | 北海道 | 1:27.7 | 村上忍   | 林和弘     | 伊藤治子                 |
| 第8回  | 2017年10月29日 | スタークニナガ     | 牡2  | 北海道 | 1:24.2 | 山本政聡 | 田中淳司   | 須田靖之                 |
| 第9回  | 2018年10月28日 | ヤマショウブラック | 牡2  | 北海道 | 1:25.3 | 鈴木祐   | 林和弘     | 山下勇                   |
| 第10回 | 2019年10月27日 | アクアリーブル     | 牝2  | 北海道 | 1:25.8 | 岡部誠   | 角川秀樹   | （有）新生ファーム       |
| 第11回 | 2020年11月1日  | ゴールデンヒーラー | 牝2  | 水沢   | 1:25.2 | 山本聡哉 | 佐藤祐司   | 平賀敏男                 |
| 第12回 | 2021年10月17日 | マックスレジェンド | 牡2  | 北海道 | 1:26.4 | 高松亮   | 川島洋人   | 会田裕一                 |
| 第13回 | 2022年10月2日  | ラビュリントス     | 牝2  | 北海道 | 1:26.1 | 落合玄太 | 田中淳司   | （有）キャロットファーム |

#### 各回競走結果の出典
- 知床賞 歴代優勝馬 - 地方競馬全国協会